# جی.ام. راجرز
جان میچل راجرز (انگلیسی: John Michael Rogers; ۱ ژانویهٔ ۱۹۳۵ – ۲۵ دسامبر ۲۰۲۲) از اعضای آکادمی بریتانیا بود. او همچنین استاد دانشکده مطالعات شرقی و آفریقایی بود.